# الإجهاض في سان مارينو
الإجهاض في سان مارينو بشكل عام هو غير قانوني، وتفرض المادتين 153 و154 من قانون العقوبات السجن لأي امرأة تقوم بالإجهاض أو أي شخص يقوم بمساعدتها وأي شخص قام بعملية الإجهاض. بالنسبة للإجهاض الذي يُجرى لحفظ حياة الأم مسموح به بشكل عام بموجب مبادئ الضرورة القانونية، لكن القانون لا ينص على أي استثناءات محددة.
  وقُدم قانون لتحرير قانون الإجهاض خلال تنقيحات قانون العقوبات عام  1974 لكن الحكومة أرجأته إلى أجل غير مسمى لإجراء المزيد من النقاشات، ولم يُتخذ أي إجراء منذ ذلك الحين، ومع ذلك يشير تقرير لشعبة السكان في الأمم المتحدة أن المرأة في سان مارينو التي تسعى للإجهاض على الأرجح بإمكانها الحصول عليه في إيطاليا.